# چارلز کیتینگ
چارلز کیتینگ سوم (به انگلیسی: Charles Keating III) (زادهٔ ۲۰ اوت ۱۹۵۵) شناگر اهل ایالات متحده آمریکا است.